# ロルフ・キューン
ロルフ・キューン（Rolf Kühn、1929年9月29日 - 2022年8月18日）は、ドイツ・ケルン出身のジャズ・クラリネット奏者、作曲家。アルト、テナー・サクソフォーンもプレイする。

## 略歴
ロルフ・キューンは最初クラシック・ピアニストになるため東ドイツのライプツィヒ音楽院で学んだが、1941年にクラリネットに転向した。1950年にダンス楽団のウェルナー・ミューラー・オーケストラに参加しプロ・デビュー。1952年、西ドイツに渡り1956年には渡米し秋吉敏子、エディ・コスタらと共演、ベニー・グッドマン楽団にも在籍した。1961年にドイツに帰郷し北ドイツ放送オーケストラでバンドリーダーを務めた。その頃にはジョン・コルトレーンの影響を受けており、1964年録音の代表作『ソラリウス』ではモード奏法を土台とした独自のサウンドづくりに成功している。1965年の『Re-Union in Berlin』ではフリー奏法も導入し更に革新的な作品を発表した。1970年代にはジョン・サーマン、フィル・ウッズらとも共演しMPSレコード等に多くの録音を残している。近年もオーネット・コールマン、デイヴ・リーブマンらと共演している。弟のヨアヒム・キューンはジャズ・ピアニストで共作も多い。

## ディスコグラフィ

### リーダー・アルバム
- Streamline (1956年、Vanguard)
- Rolf Kuhn and His Sound of Jazz (1960年、Urania)
- Rolf Kuhn feat. Klaus Doldinger (1962年、Brunswick)
- 『ソラリウス』 - Solarius (1965年、Amiga)
- Nana Und Rolf in Action: Make Love! (1969年、Intercord)
- R. K. Sextet (1969年、Intercord)
- Devil in Paradise (1971年、MPS/BASF)
- 『ザ・デイ・アフター』 - The Day After (1972年、MPS) ※with フィル・ウッズ
- New Happy Discothek (1972年、BASF)
- Connection '74 (1974年、MPS/BASF)
- Total Space (1975年、MPS/BASF)
- Symphonic Swampfire (1979年、MPS)
- Cucu Ear (1980年、MPS)
- 『ドント・スプリット』 - Don't Split (1983年、L+R) ※キューン名義 with ヨアヒム・キューン
- Rolf Kuhn (1989年、Blue Flame)
- As Time Goes By (1991年、Blue Flame)
- Big Band Connection (1993年、Miramar)
- Affairs (1997年、Intuition)
- Inside Out (1999年、Intuition)
- Internal Eyes (1999年、Intuition)
- Smile: Famous Themes from Hollywood (2003年、Intuition)
- Bouncing with Bud (2005年、In+Out)
- Rollercoaster (2009年、Jazzwerkstatt)
- Close Up (2009年、Jazzwerkstatt)
- Rollercoaster (2009年、Jazzwerkstatt)
- Stop Time! (2014年、Sonorama)
- Stereo (2015年、MPS)
- Spotlights (2016年、MPS)
- Yellow + Blue (2018年、MPS)

### with ヨアヒム・キューン
- Re-Union in Berlin (1965年、CBS)
- 『変容』 - Transfiguration (1967年、SABA)
- Impressions of New York (1967年、Impulse!)
- Monday Morning (1969年、Hor Zu Black Label)
- The Kuhn Brothers & the Mad Rockers (1969年、Metronome)
- Bloody Rockers (1969年、BYG)
- 『ゴーイング・トゥ・ザ・レインボー』 - Going to the Rainbow (1971年、BASF)
- Brothers (1996年、Intuition)
- Love Stories (2003年、In+Out)
- East Berlin 1966 (2006年、Another Side (of Jazz))
- Lifeline (2012年、Boutique)[2]

### 参加アルバム
秋吉敏子
- United Notions (1958年)

エディ・コスタ
- Eddie Costa, Mat Mathews & Don Elliott at Newport (1957年、Verve)

ジュリア・ハルスマン
- Remembering Jutta Hipp (2012年)